# ルイージ・ダトメ
ルイージ・ダトメ  (Luigi Datome ,  1987年11月27日 - )は、イタリア・ヴェネト州モンテベッルーナ出身のバスケットボール選手。ポジションはSF/PF。

## 来歴
2003年にセリエAのメンズ・サーナ・バスケットでプロデビューし、いきなりリーグとカップ戦優勝を達成。その後スカファーティ・バスケットを経て2008年にパラカネストロ・ヴィルトゥス・ローマに移籍。2012-13シーズンは平均16,4得点5,6リバウンドを記録しリーグMVPに選出された 。
2013年7月16日、ダトメはNBAのデトロイト・ピストンズと2年350万ドルの契約を締結し、念願のNBA入り。しかし、NBAのリズムに馴染めず、傘下のグランドラピッズ・ドライブでのプレーが大半となり、2015年2月19日にフェニックス・サンズを交えた三角トレードでボストン・セルティックスに放出された。
2015年7月14日、TBLの強豪フェネルバフチェ・ユルケルと契約。2015-16シーズンはリーグ優勝を果たしリーグMVPにも選出。翌2016-17シーズンはユーロリーグ優勝を達成した。
2023年7月、2023年FIBAバスケットボール・ワールドカップでのプレーを最後に引退すると発表した。

## イタリア代表
2005年のU-18、2007年のU-20のヨーロッパ選手権にイタリア代表として出場し、3位入賞。2007年からはフル代表に定置している。

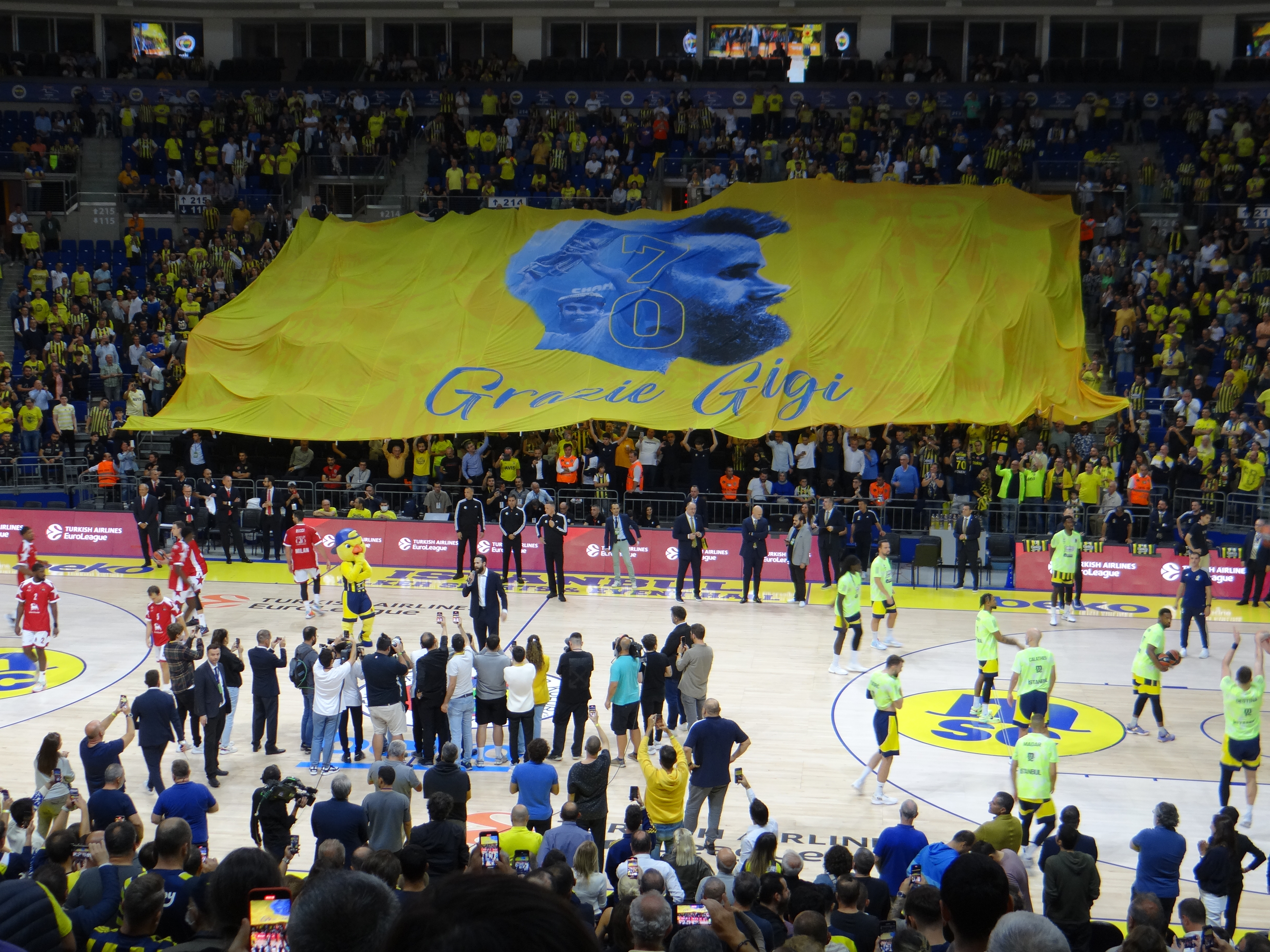
2023–24シーズンのユーロリーグ、フェネルバフチェ対オリンピア・ミラノ戦にて行われた引退セレモニーの様子